# Kanton Saint-Calais
Kanton Saint-Calais (fr. Canton de Saint-Calais) je francouzský kanton v departementu Sarthe v regionu Pays de la Loire. Tvoří ho 14 obcí.

## Obce kantonu
- Bessé-sur-Braye
- Cogners
- Conflans-sur-Anille
- Écorpain
- Évaillé
- La Chapelle-Huon
- Marolles-lès-Saint-Calais
- Montaillé
- Rahay
- Saint-Calais
- Sainte-Cérotte
- Saint-Gervais-de-Vic
- Sainte-Osmane
- Vancé